# Marko Tomasović
Marko Tomasović (født 10. november 1981) er en kroatisk amatørbokser, som konkurrerer i vægtklassen super-sværvægt. Tomasović har ingen større internationale resultater, og fik sin olympiske debut da han repræsenterede Kroatien under Sommer-OL 2008. Her blev han slået ud i første runde af Roberto Cammarelle fra Italien i samme vægtklasse. Han deltog også i VM i 2007 i Chicago, USA hvor han tabte i første runde mod David Price.